# Маннсвілл (округ Джефферсон, Нью-Йорк)
Маннсвілл (англ. Mannsville) — селище (англ. village) в США, в окрузі Джефферсон штату Нью-Йорк. Населення — 297 осіб (2020).

## Географія
Маннсвілл розташований за координатами 43°43′4″ пн. ш. 76°4′1″ зх. д. / 43.71778° пн. ш. 76.06694° зх. д. (43.717816, -76.066836).  За даними Бюро перепису населення США в 2010 році селище мало площу 2,41 км², з яких 2,32 км² — суходіл та 0,08 км² — водойми.

## Демографія
Згідно з переписом 2010 року, у селищі мешкали 354 особи в 134 домогосподарствах у складі 98 родин. Густота населення становила 147 осіб/км².  Було 159 помешкань (66/км²).
Расовий склад населення:
| - 97,5 % — білих - 0,8 % — азіатів |

До двох чи більше рас належало 1,1 %. Частка іспаномовних становила 1,4 % від усіх жителів.
За віковим діапазоном населення розподілялося таким чином: 27,7 % — особи молодші 18 років, 62,4 % — особи у віці 18—64 років, 9,9 % — особи у віці 65 років та старші. Медіана віку мешканця становила 37,5 року. На 100 осіб жіночої статі у селищі припадало 91,4 чоловіків;  на 100 жінок у віці від 18 років та старших — 92,5 чоловіків також старших 18 років.
Середній дохід на одне домашнє господарство  становив 71 812 долари США (медіана — 67 813), а середній дохід на одну сім'ю — 78 474 долари (медіана — 80 268). Медіана доходів становила 45 000 доларів для чоловіків та 37 500 доларів для жінок. За межею бідності перебувало 4,4 % осіб, у тому числі 7,3 % дітей у віці до 18 років та 4,0 % осіб у віці 65 років та старших.
Цивільне працевлаштоване населення становило 145 осіб. Основні галузі зайнятості: освіта, охорона здоров'я та соціальна допомога — 26,9 %, публічна адміністрація — 17,2 %, виробництво — 11,0 %, роздрібна торгівля — 10,3 %.